# Ageratina reticulifera
Ageratina reticulifera là một loài thực vật có hoa trong họ Cúc. Loài này được (Standl. & L.O.Williams) R.M.King & H.Rob. mô tả khoa học đầu tiên năm 1970.